# Collision in Korea
Koordinaten: 39° 2′ 58″ N, 125° 46′ 30″ O

Veranstaltungsort von Collision in Korea

Collision in Korea (평화를 위한 평양 국제 체육 및 문화축전), oder auch Kollision in Korea, war ein zweitägiges Wrestlingevent, das vom 28. bis 29. April 1995 in der Hauptstadt Nordkoreas, Pjöngjang, stattfand. Die Veranstaltung hieß eigentlich Pyongyang International Sports and Culture Festival for Peace, wurde aber von der WCW für die US-amerikanische Ausstrahlung umbenannt. Austragungsort war das Stadion Erster Mai, welches sich im Stadtbezirk Chung-guyŏk auf der Insel Rungna befindet.
Ausgetragen wurde es von der World Championship Wrestling (WCW) und New Japan Pro-Wrestling (NJPW). In den Vereinigten Staaten wurde das Event am 4. August 1995 ausgestrahlt, als WCW acht der insgesamt 15 Matches im Rahmen eines Pay-per-Views als Collision in Korea ausstrahlte.
Bis heute ist es mit etwa 320.000 bis 340.000 Besuchern (die offiziellen Zahlen schwanken) verteilt auf zwei Tage die größte Wrestlingveranstaltung der Welt. Der bisherige Besucherrekord lag bei 78.000 bei WrestleMania III. An dem Event nahmen Wrestler von WCW und NJPW teil. Als besonderer Gast trat der Boxer Muhammad Ali auf. Der Hauptkampf wurde zwischen Antonio Inoki, Kopf von NJPW, und WCWs Superstar Ric Flair ausgetragen.
Mehr als 10.000 ausländische Gäste durften unter strengsten Sicherheitsvorkehrungen die Hauptstadt von Nordkorea besuchen. Dabei handelte es sich um die erste Grenzöffnung des Landes für Besucher nach dem Koreakrieg und war durch den Tod des Diktators Kim Il-sung möglich geworden.

## Kämpfe
Die mit „x“ markierten Kämpfe wurden im US-amerikanischen Fernsehen ausgestrahlt.
28. April 1995, ca. 150.000 Besucher
| Nr. | Matches                                                                                     | Festsetzung    | Zeit  | PPV |
| --- | ------------------------------------------------------------------------------------------- | -------------- | ----- | --- |
| 1   | Yuji Nagata besiegte Tokimitsu Ishizawa                                                     | Einzelmatch    | 4:28  | x   |
| 2   | Bull Nakano & Akira Hokuto besiegten Manami Toyota & Mariko Yoshida                         | Tag-Team-Match | 8:34  | x   |
| 3   | Hiro Hase besiegte Wild Pegasus                                                             | Einzelmatch    | 10:10 |     |
| 4   | Masa Chono & Hiro Saito besiegten El Samurai & Tadao Yasuda                                 | Tag-Team-Match | 8:06  | x   |
| 5   | Too Cold Scorpio besiegte Shinjiro Ohtani (TKO)                                             | Einzelmatch    | 2:37  |     |
| 6   | Kensuke Sasaki besiegte Masa Saito                                                          | Einzelmatch    | 8:34  |     |
| 7   | Unentschieden zwischen IWGP Champion Shinya Hashimoto und Scott Norton (Zeitlimit erreicht) | Einzelmatch    | 20:00 | x   |

29. April 1995, ca. 170.000 Besucher
| Nr. | Matches                                                            | Festsetzung    | Zeit  | PPV |
| --- | ------------------------------------------------------------------ | -------------- | ----- | --- |
| 1   | Hiro Saito besiegte Yuji Nagata                                    | Einzelmatch    | 5:29  |     |
| 2   | Black Cat besiegte El Samurai                                      | Einzelmatch    | 4:56  |     |
| 3   | Wild Pegasus besiegte Too Cold Scorpio                             | Einzelmatch    | 6:22  | x   |
| 4   | Scott Norton & Masa Chono besiegten Akira Nogami & Takayuki Iizuka | Tag-Team-Match | 8:40  |     |
| 5   | Road Warrior Hawk besiegte Tadao Yasuda                            | Einzelmatch    | 2:21  | x   |
| 6   | Rick & Scott Steiner besiegten Hiro Hase & Kensuke Sasaki          | Tag-Team-Match | 11:51 | x   |
| 7   | CMLL Women’s Champ Akira Hokuto besiegte Bull Nakano               | Einzelmatch    | 8:04  |     |
| 8   | Antonio Inoki besiegte Ric Flair                                   | Einzelmatch    | 14:52 | x   |